# Hydroporus planus
Hydroporus planus är en skalbaggsart som först beskrevs av Fabricius 1782.  Hydroporus planus ingår i släktet Hydroporus och familjen dykare. Arten är reproducerande i Sverige. Inga underarter finns listade i Catalogue of Life.

## Bildgalleri

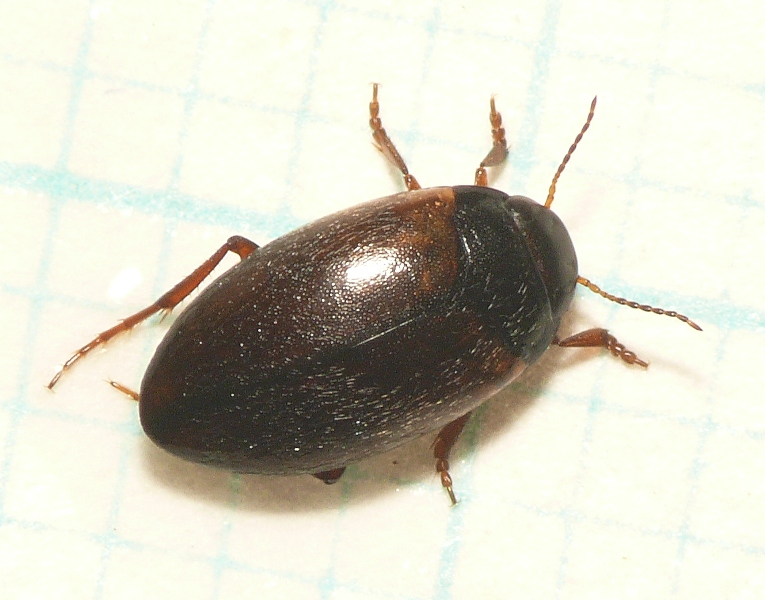
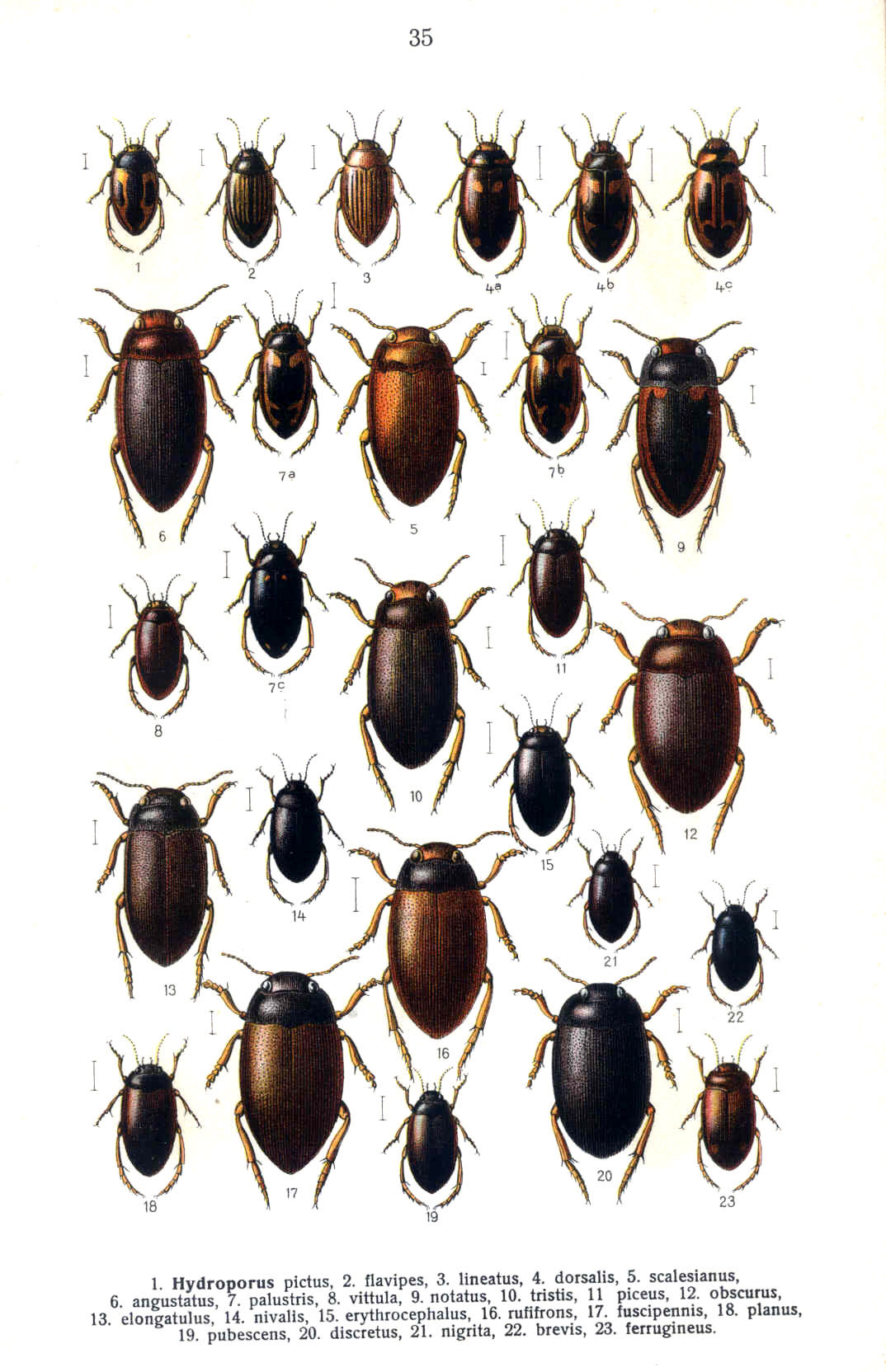